# Rällinge-statyetten
Rällinge-statyetten är en liten vikingatida statyett föreställande den fornnordiska guden Frej som hittats vid gården Rällinge i Lunda socken, Södermanland.

## Upptäckten
Statyetten hittades på våren år 1904 på gården Rällinge, knappt 2.5 km nordost om Jönåkers centrum. Den uppges ha hittats i gårdens trädgård under "ett väldigt moras av sten, jord och åtskilliga större träd och buskar". Fyndplatsen låg "vid gränsen i ett trädgårdsland, alldeles intill nuvarande huvudbyggnader", och den hittades av den 12-årige pojken Gustav Karlsson, som var son till rättaren på gården.

## Beskrivning
Statyetten föreställer guden Frej med toppluva, stor näsa och med ett stort pipskägg som han håller i med ena handen. Andra armen är delvis avbruten. Han har en stor erigerad penis, en symbol för fruktsamhet. På den bevarade armen har han en armring, och på ryggen finns enkel spiraldekor.
Möjligen stod statyetten ursprungligen i ett kulthus. Den är bara 7 cm hög, men en liknande – fast mycket större – uppges ha funnits i Uppsala tempel.
Den har daterats till vikingatiden.

## Fyndet idag
Rällinge-statyetten inlöstes för 20 kronor till Statens historiska museum, och där förvaras den än idag.
En arkeologisk utredning utfördes hösten 2012 på gården. En stor mängd medeltida fynd hittades (ben, fiskfjäll, tegel, keramik och ett spänne) men ingenting från vikingatiden.